# Acide gras volatil
Pour les articles homonymes, voir AGV.

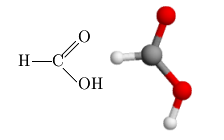
Structure de l'acide formique (acide méthanoïque), l'acide gras volatil le plus léger.

Les acides gras volatils (AGV) ou acides gras à chaîne courte (AGCC) (short chain fatty acids (SCFA) en anglais) sont des acides gras à chaîne carbonée courte (moins de six atomes de carbone).

## Origine
Dans la nature ils sont produits par la flore microbienne de la panse des ruminants et de façon générale dans les premières étapes de la dégradation anaérobie de la matière organique. Ils jouent un rôle important dans l'alimentation de ces derniers (on les considère notamment comme le "carburant" des colonocytes (cellules de l'épithélium du côlon). 

## Catégories
Les principaux acides gras volatils sont :
- l'acide formique (méthanoïque),
- l'acide acétique (éthanoïque),
- l'acide propionique (propanoïque),
- l'acide butyrique (butanoïque) et
- l'acide isobutyrique (2-méthylpropanoïque).

Dans le rumen des ruminants, les trois premiers représentent respectivement 60 %, 20 % et 15 % des acides gras volatils ingérés pour une alimentation classique à base de fourrages, mais les proportions varient fortement suivant la ration.

## Production en bioraffinerie
Dans un digesteur, le contrôle de certains paramètres permet de doper la production d'acides gras volatils, pouvant ensuite être utilisés comme molécules de base pour produire des biocarburants, des bioplastiques ou d'autres molécules d'intérêt. 
Selon une étude récente, dans le fermenteur la production est optimisée (+10 à + 25 %) avec :
- un milieu neutre à légèrement acide  (6,0 à 7,0)[3] ;
- un Temps de Rétention Hydraulique (TRH) ou Temps de Séjour Théorique (TST) court (de moins de 10 jours)[3] ;
- des températures favorables aux bactéries thermophiles[3] ;
- un taux de charge organique d’environ 10 kgVS[Quoi ?] / m3d [3] ;
- l'ajout d'acides minéraux (0,5 à 3,0 %), qui accroît la solubilisation des matières organiques[3];
- un prétraitement thermique (de 140 à 170 °C) qui favorise la dissolution des matières organiques[3].

## Effets possibles envisagés sur la santé
Les acides gras volatils (AGV) sont des activateurs moléculaires. Chez les mammifères, ils favoriseraient le stockage des graisses dans les adipocytes (via un inhibiteur de la lipoprotéine lipase (le FIAF ou fasting-induced adipocyte factor).
Il a été proposé qu'à la suite de déséquilibres du microbiote intestinal les AGV pourraient être impliqués dans certaines maladies neurologiques[Lesquelles ?]  chez l'homme (maladies métaboliques et inflammatoires)[Lesquelles ?], mais les hypothèses étudiées restent encore à être confirmées. Les AGV agiraient positivement[pas clair] sur l'allergie, la dépression, les maladies métaboliques et les troubles inflammatoires, et leur production serait positivement corrélée à une nourriture riche en fibres, notamment solubles. Une tendance à l'obésité aurait été associée chez la souris à une flore intestinale produisant trop de butyrate et de propionate dans une étude mais l'inverse serait observé dans une autre : le butyrate et le propionate pourraient protéger de l'obésité. Une relation aussi ambigüe, faute d'un nombre suffisant d'études (manque de reproductibilité !), n'est donc pas établie.